# Rzecznik Praw Obywatelskich
Rzecznik Praw Obywatelskich (RPO) – polski jednoosobowy organ państwowy ustanowiony w 1987, utworzony w 1988. Rzecznik Praw Obywatelskich pełni funkcję ombudsmana.
Urząd RPO został utworzony 1 stycznia 1988. Pierwszym rzecznikiem została Ewa Łętowska, powołana przez Sejm 19 listopada 1987. Od 23 lipca 2021 urząd ten pełni Marcin Wiącek. Działalność rzecznika regulują Konstytucja RP (art. 208–212) oraz ustawa z dnia 15 lipca 1987 o Rzeczniku Praw Obywatelskich.
Jednostką pomocniczą Rzecznika Praw Obywatelskich jest Biuro Rzecznika Praw Obywatelskich. Jego siedziba główna znajduje się przy al. „Solidarności” 77 w Warszawie, część jednostek organizacyjnych Biura mieści się przy ul. Długiej 23/25.

## Rzecznicy praw obywatelskich

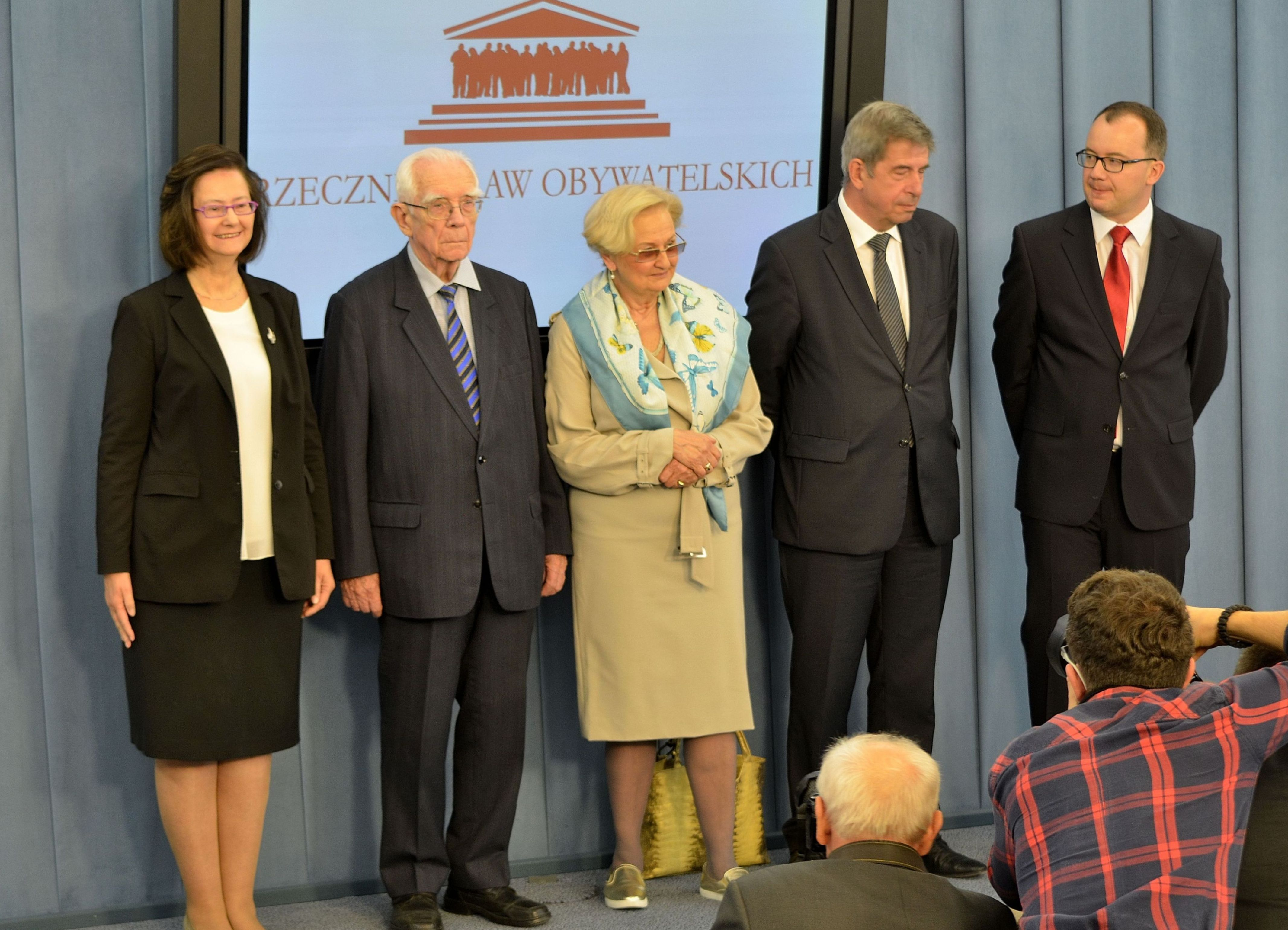
Rzecznicy praw obywatelskich w Sejmie. Stoją od lewej: Irena Lipowicz, Adam Zieliński, Ewa Łętowska, Andrzej Zoll i Adam Bodnar (2015)

| Zdjęcie | Imię i nazwisko                 | Czas pełnienia funkcji | Czas pełnienia funkcji | Długość urzędowania | Nominacja                                                                 | Głosowanie w Sejmie                                                       | Głosowanie w Sejmie                                                       | Głosowanie w Sejmie                                                       |
| Zdjęcie | Imię i nazwisko                 | Od                     | Do                     | Długość urzędowania | Nominacja                                                                 | Za                                                                        | przeciw                                                                   | wstrzymujące                                                              |
| ------- | ------------------------------- | ---------------------- | ---------------------- | ------------------- | ------------------------------------------------------------------------- | ------------------------------------------------------------------------- | ------------------------------------------------------------------------- | ------------------------------------------------------------------------- |
|         | prof. dr hab. Ewa Łętowska      | 1 stycznia 1988(dts)   | 13 lutego 1992(dts)    | 1504 dni            | Sejm PRL IX kadencji                                                      | 254                                                                       | 1                                                                         | 47                                                                        |
|         | prof. dr hab. Tadeusz Zieliński | 13 lutego 1992(dts)    | 8 maja 1996(dts)       | 1545 dni            | Sejm RP I kadencji                                                        | 225                                                                       | 15                                                                        | 63                                                                        |
|         | prof. dr hab. Adam Zieliński    | 8 maja 1996(dts)       | 30 czerwca 2000(dts)   | 1514 dni            | Sejm RP II kadencji                                                       | 326                                                                       | 1                                                                         | 14                                                                        |
|         | prof. dr hab. Andrzej Zoll      | 30 czerwca 2000(dts)   | 15 lutego 2006(dts)    | 2056 dni            | Sejm RP III kadencji                                                      | 269                                                                       | 50                                                                        | 107                                                                       |
|         | dr Janusz Kochanowski           | 15 lutego 2006(dts)    | 10 kwietnia 2010(dts)  | 1514 dni            | Sejm RP V kadencji                                                        | 239                                                                       | 194                                                                       | 1                                                                         |
|         | Stanisław Trociuk               | 11 kwietnia 2010       | 21 lipca 2010          | 101 dni             | jako Zastępca RPO czasowo wykonujący obowiązki RPO i kierujący Biurem RPO | jako Zastępca RPO czasowo wykonujący obowiązki RPO i kierujący Biurem RPO | jako Zastępca RPO czasowo wykonujący obowiązki RPO i kierujący Biurem RPO | jako Zastępca RPO czasowo wykonujący obowiązki RPO i kierujący Biurem RPO |
|         | dr hab. Irena Lipowicz          | 21 lipca 2010(dts)     | 9 września 2015(dts)   | 1876 dni            | Sejm RP VI kadencji                                                       | 251                                                                       | –                                                                         | –                                                                         |
|         | dr hab. Adam Bodnar             | 9 września 2015(dts)   | 15 lipca 2021(dts)     | 2136 dni            | Sejm RP VII kadencji                                                      | 239                                                                       | –                                                                         | –                                                                         |
|         | Stanisław Trociuk               | 16 lipca 2021(dts)     | 23 lipca 2021(dts)     | 7 dni               | jako Zastępca RPO czasowo wykonujący obowiązki RPO i kierujący Biurem RPO | jako Zastępca RPO czasowo wykonujący obowiązki RPO i kierujący Biurem RPO | jako Zastępca RPO czasowo wykonujący obowiązki RPO i kierujący Biurem RPO | jako Zastępca RPO czasowo wykonujący obowiązki RPO i kierujący Biurem RPO |
|         | dr hab. Marcin Wiącek           | 23 lipca 2021(dts)     | obecnie                |                     | Sejm RP IX kadencji                                                       | 380                                                                       | 3                                                                         | 43                                                                        |

## Aktualni zastępcy Rzecznika Praw Obywatelskich
- Stanisław Trociuk[29] – od 1 stycznia 2002
- dr hab. Wojciech Brzozowski[30] – od 1 stycznia 2023
- dr hab. Adam Krzywoń[31] – od 1 stycznia  2025

## Wybór, odwołanie i kadencja Rzecznika Praw Obywatelskich

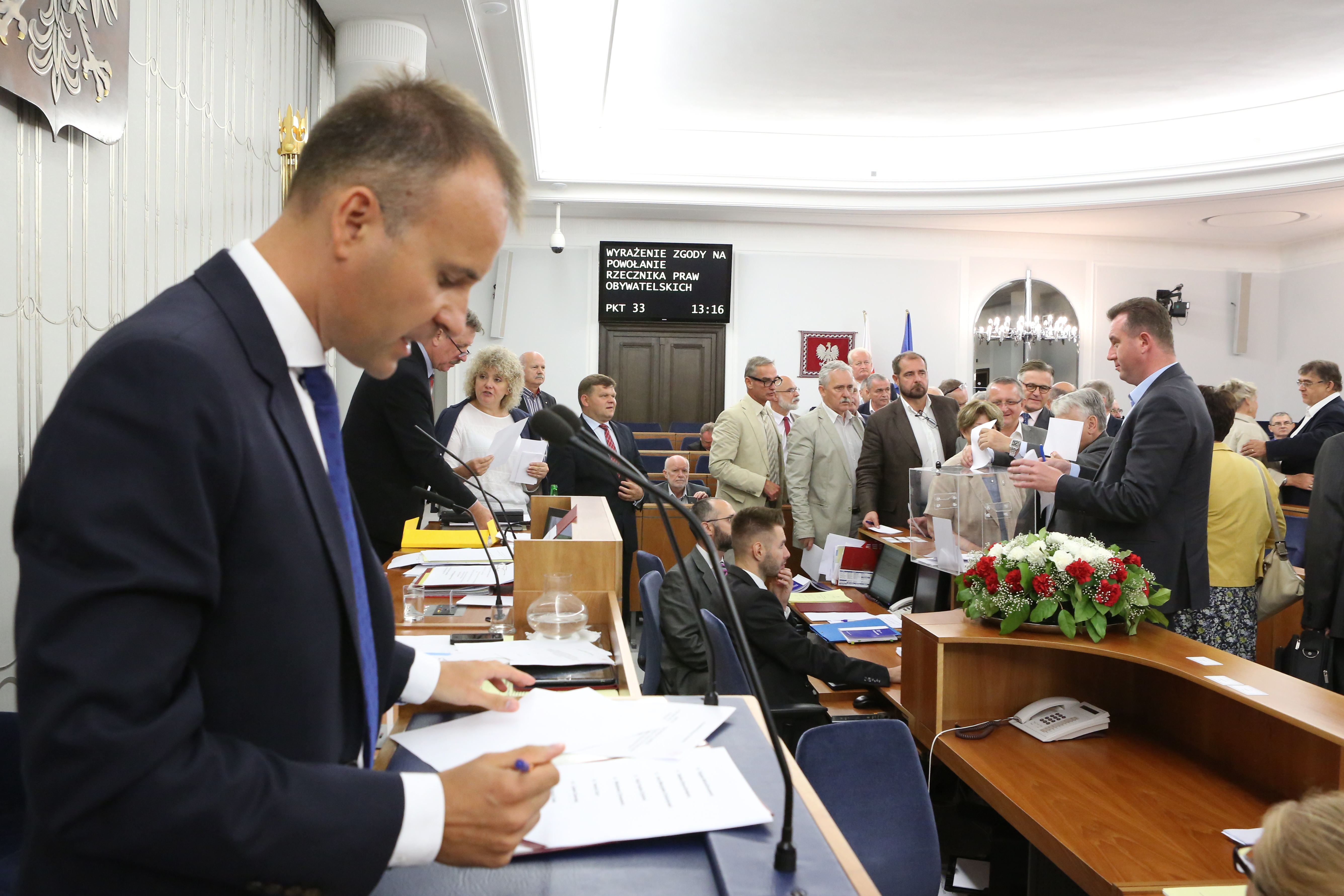
Tajne głosowanie nad wyrażeniem zgody na powołanie przez Senat Adama Bodnara na stanowisko RPO podczas 80. posiedzenia Izby (2015)

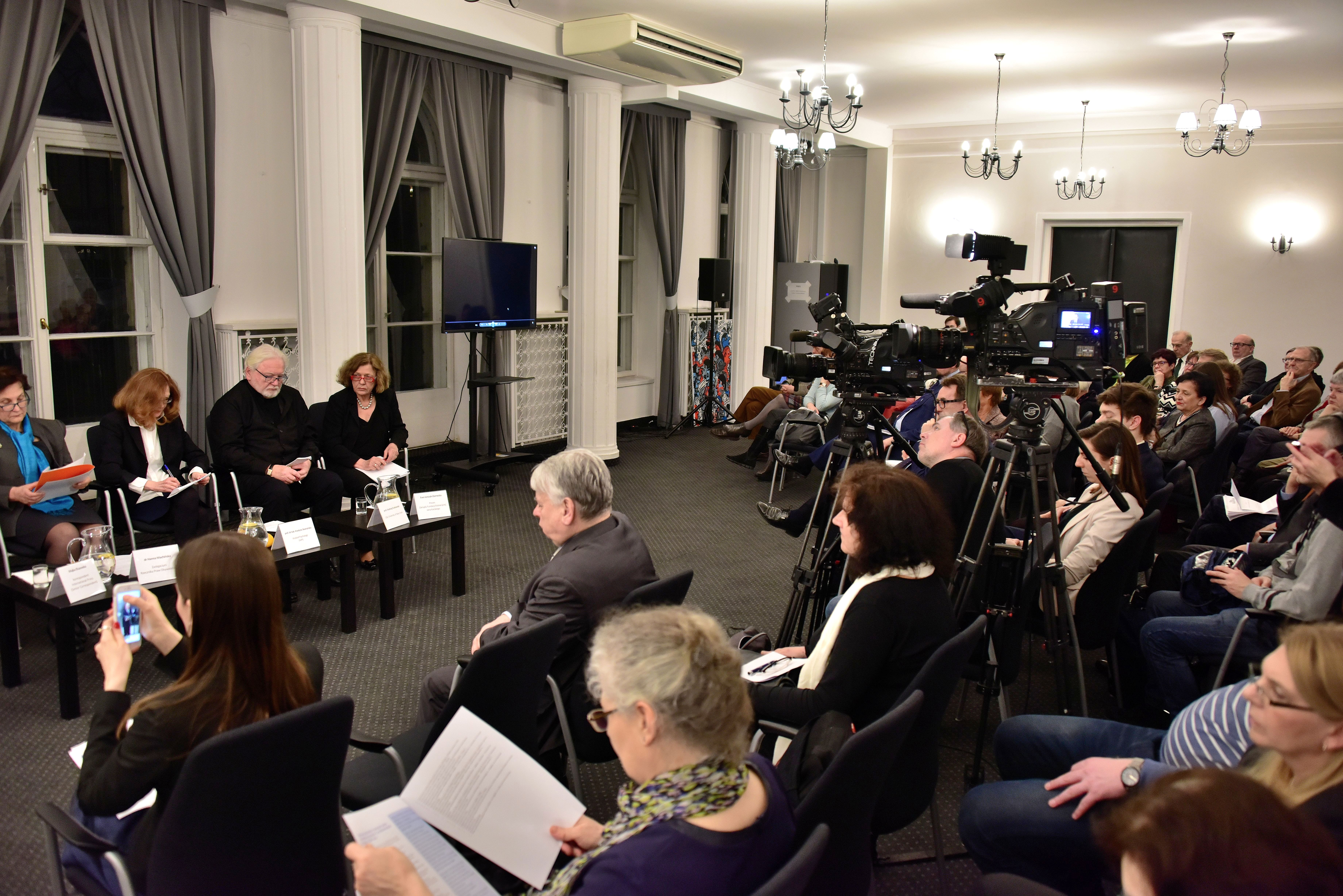
Jedna z debat organizowanych przez RPO w Sali im. Władysława Bartoszewskiego, głównej sali konferencyjnej w budynku przy ul. Długiej 23/25

Rzecznikiem Praw Obywatelskich może być obywatel polski wyróżniający się wiedzą prawniczą, doświadczeniem zawodowym oraz wysokim autorytetem ze względu na swe walory moralne i wrażliwość społeczną (art. 2 ustawy). Rzecznik nie może zajmować żadnego innego stanowiska, z wyjątkiem stanowiska profesora szkoły wyższej, ani wykonywać innych zajęć zawodowych. Nie może także należeć do partii politycznej, związku zawodowego ani prowadzić działalności publicznej nie dającej się pogodzić z godnością jego urzędu (art. 209 Konstytucji).
Rzecznika powołuje w formie uchwały Sejm za zgodą Senatu na wniosek Marszałka Sejmu albo grupy 35 posłów. Na uchwałę zatwierdzającą wybór Senat ma czas 30 dni od dnia przekazania przez Marszałka Sejmu uchwały Sejmu. Do 2018 zgodnie z art. 53 ust. 6 Regulaminu Senatu głosowanie nad wyrażeniem zgody na powołanie RPO, będące głosowaniem w sprawach personalnych, było tajne. Niepodjęcie uchwały przez Senat w ciągu miesiąca oznacza wyrażenie zgody. W wypadku odmowy zatwierdzenia przez Senat Sejm powołuje na stanowisko rzecznika inną osobę.
Kadencja rzecznika trwa 5 lat i liczona jest od dnia złożenia ślubowania przed Sejmem. Ta sama osoba nie może być rzecznikiem dłużej niż przez dwie kadencje. Rzecznik pełni swoje obowiązki do czasu objęcia stanowiska przez następcę. Ustawa o Rzeczniku Praw Obywatelskich weszła w życie 1 stycznia 1988. Początkowo kadencja wynosiła 4 lata i była liczona od dnia podjęcia przez Sejm uchwały o jego powołaniu. 28 listopada 1991 weszła w życie nowelizacja ustawy, która początek 4-letniej kadencji Rzecznika Praw Obywatelskich określiła na dzień złożenia ślubowania przed Sejmem, ponadto czas zakończenia ustanowiła na chwilę objęcia urzędu przez nowo wybranego RPO. Obecna 5-letnia kadencja weszła w życie 15 lipca 2000.
15 kwietnia 2021 Trybunał Konstytucyjny jednogłośnie orzekł, że art. 3 ust. 6 ustawy z dnia 15 lipca 1987 o Rzeczniku Praw Obywatelskich (Dz.U. z 2024 r. poz. 1264) jest niezgodny z art. 209 ust. 1 w związku z art. 2 i w związku z art. 7 Konstytucji Rzeczypospolitej Polskiej (Dz.U. z 1997 r. nr 78, poz. 483). Tym samym Rzecznik Praw Obywatelskich, w przypadku upłynięcia jego kadencji i niewybrania jego następcy, nie będzie już pełnił funkcji RPO do czasu wyboru nowego rzecznika. Trybunał do orzeczenia zastosował termin przejściowy 3 miesięcy od ogłoszenia wyroku w Dzienniku Ustaw RP (Dz.U. z 2021 r. poz. 696). Przepis utracił moc z dniem 16 lipca 2021.
Sejm odwołuje rzecznika przed upływem okresu, na jaki został powołany, większością co najmniej 3/5 głosów w obecności co najmniej połowy ustawowej liczby posłów, jeżeli:
1. zrzekł się wykonywania obowiązków
2. stał się trwale niezdolny do pełnienia obowiązków na skutek choroby, ułomności lub upadku sił – stwierdzonych orzeczeniem lekarskim
3. jeżeli rzecznik sprzeniewierzył się złożonemu ślubowaniu
4. złożył niezgodne z prawdą oświadczenie lustracyjne, stwierdzone prawomocnym orzeczeniem sądu.

Rzecznik Praw Obywatelskich jest w swojej działalności niezawisły i niezależny od innych organów władzy publicznej i odpowiada wyłącznie przed Sejmem na zasadach określonych w ustawie. Nie może być on także bez zgody Sejmu pociągnięty do odpowiedzialności karnej ani pozbawiony wolności (zatrzymany lub aresztowany – z wyjątkiem ujęcia na gorącym uczynku przestępstwa i jeżeli jego zatrzymanie jest niezbędne do zapewnienia właściwego toku postępowania).

## Zadania Rzecznika Praw Obywatelskich

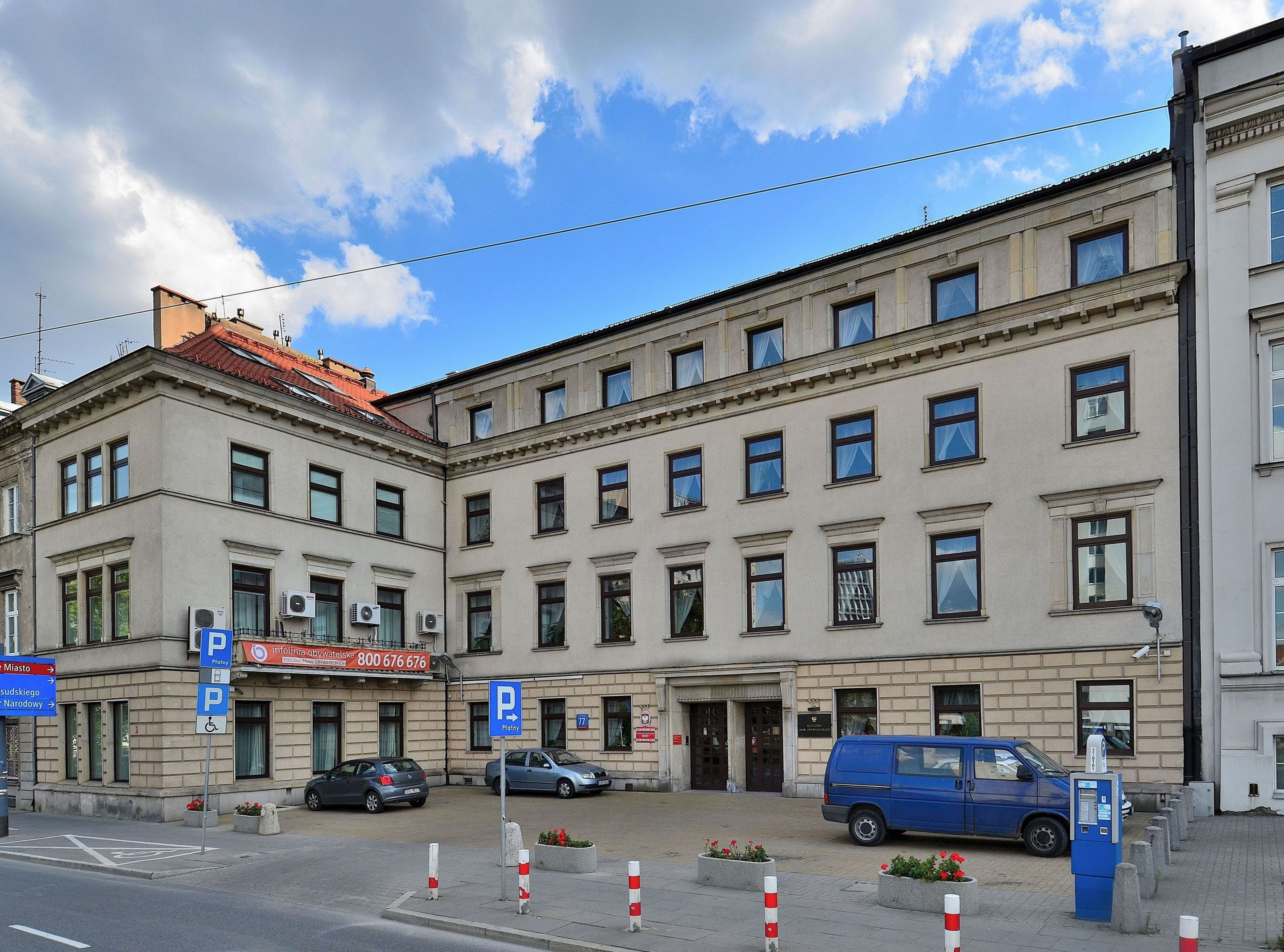
Siedziba główna Biura Rzecznika Praw Obywatelskich przy al. „Solidarności” 77 w Warszawie

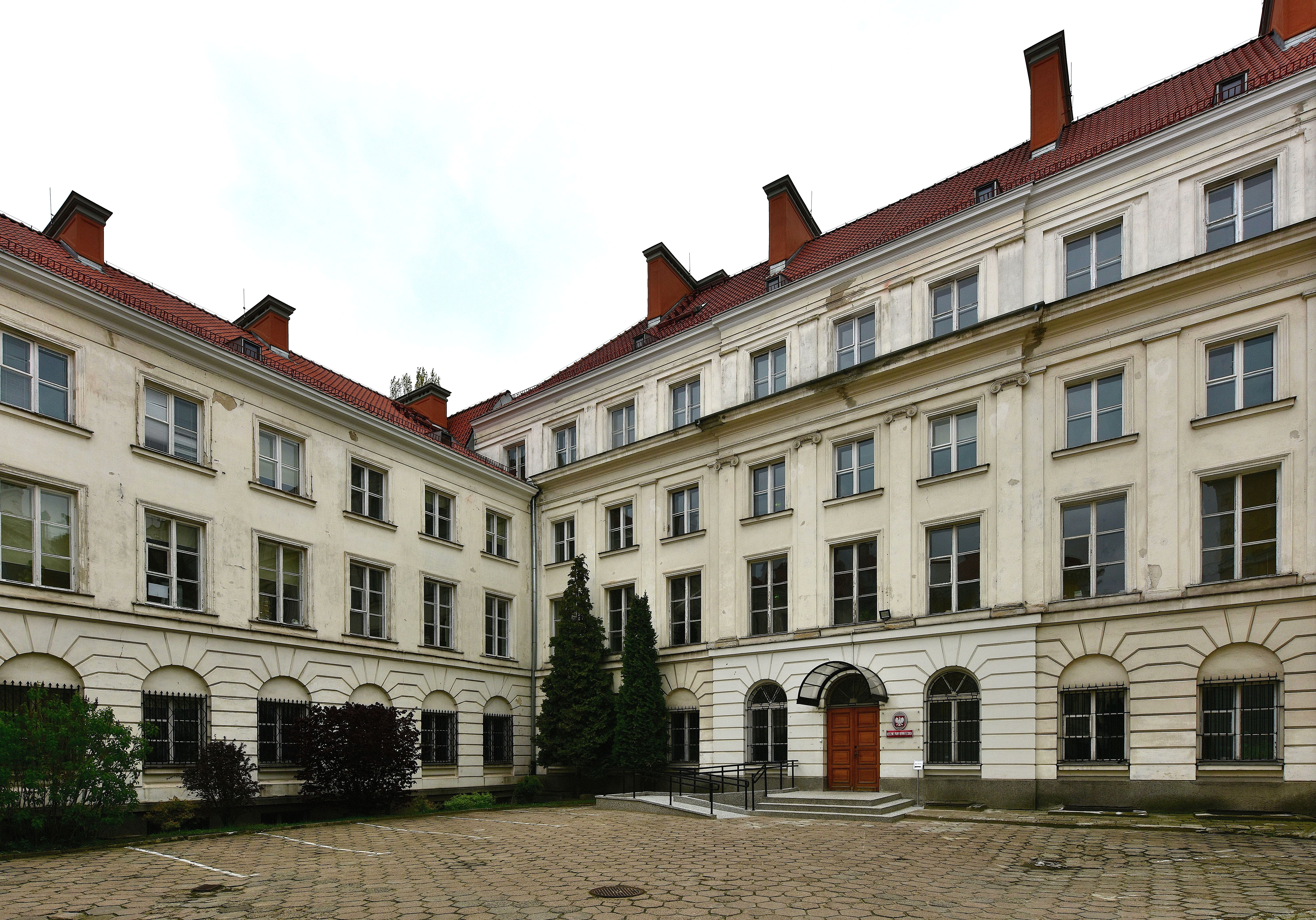
Biura Rzecznika Praw Obywatelskich przy ul. Długiej 23/25 w Warszawie

Rzecznik, któremu pomagają jego zastępcy oraz Biuro Rzecznika Praw Obywatelskich, stoi na straży wolności, praw człowieka i obywatela określonych w Konstytucji oraz w innych aktach normatywnych (art. 208 ust. 1 Konstytucji). Kontroluje, a także podejmuje stosowne czynności, jeśli stwierdzi, że z powodu celowego działania lub zaniechania przez organ, organizacje albo instytucje zobowiązane do przestrzegania i realizacji wolności człowieka i obywatela nastąpiło naruszenie prawa oraz zasad współżycia i sprawiedliwości społecznej.
Rzecznik Praw Obywatelskich podejmuje działania na wniosek (art. 9 ustawy):
- obywateli lub ich organizacji
- organów samorządowych
- Rzecznika Praw Dziecka
- Rzecznika Małych i Średnich Przedsiębiorców
- z własnej inicjatywy.

Zgodnie z art. 80 Konstytucji, każdy ma prawo wystąpienia do Rzecznika Praw Obywatelskich z wnioskiem o pomoc w ochronie swoich wolności lub praw naruszonych przez organy władzy publicznej. Złożenie wniosku do RPO nie wiąże się z koniecznością poniesienia jakichkolwiek opłat.
W stosunku do złożonego wniosku Rzecznik Praw Obywatelskich może podjąć sprawę lub odmówić jej podjęcia, przekazać sprawę według właściwości lub poinformować wnioskodawcę o przysługujących mu środkach działania. Rzecznik może podjąć działania w przypadku wykorzystania wszystkich możliwości załatwienia sprawy we właściwym trybie i niewątpliwego stwierdzenia rzeczywistego naruszenia wolności lub praw obywatelskich.
Rzecznik może kierować tzw. wystąpienia problemowe (w tym wnioski o podjęcie inicjatywy prawodawczej), wnioski o stwierdzenie niezgodności aktów normatywnych z przepisami wyższego rzędu lub z Konstytucją do Trybunału Konstytucyjnego, skargi o stwierdzenie niezgodności z prawem prawomocnego orzeczenia, skargi kasacyjne i kasacje od prawomocnych orzeczeń sądów powszechnych do Sądu Najwyższego i Naczelnego Sądu Administracyjnego (NSA), kasacje od prawomocnych orzeczeń sądów wojskowych do Sądu Najwyższego, pytania prawne do rozstrzygnięcia przez powiększone składy Sądu Najwyższego, wnioski o wykładnię przepisów do NSA, żądać wszczęcia postępowania karnego, w sprawach o wykroczenia, postępowania administracyjnego, sądowoadministracyjnego, wytaczać powództwa i składać wnioski w postępowaniu cywilnym, a także przystępować do postępowań sądowych i administracyjnych. Od 2015 RPO może zgłosić swój udział w postępowaniu przed Trybunałem Konstytucyjnym w każdej sprawie (wcześniej wyłącznie w sprawie ze skargi konstytucyjnej), z wyjątkiem postępowań wszczynanych w trybie prewencyjnej kontroli ustawy. Od 2018 rzecznik może wnieść skargę nadzwyczajną do Sądu Najwyższego.
Od 2008 Rzecznik Praw Obywatelskich wykonuje zadania Krajowego Mechanizmu Prewencji – krajowego organu wizytującego, ustanowionego na podstawie Protokołu fakultatywnego do Konwencji w sprawie zakazu stosowania tortur oraz innego okrutnego, nieludzkiego lub poniżającego traktowania albo karania. W ramach tych zadań RPO przeprowadza wizytacje w miejscach pozbawienia wolności (m.in. zakładach karnych, aresztach śledczych i policyjnych, pomieszczeniach dla osób zatrzymanych oraz młodzieżowych ośrodkach wychowawczych). Wykonuje on również niektóre zadania dotyczące realizacji zasad równego traktowania zawarte w ustawie z 3 grudnia 2010 o wdrożeniu niektórych przepisów Unii Europejskiej w zakresie równego traktowania oraz pełni funkcję niezależnego organu do spraw popierania, ochrony i monitorowania wdrażania postanowień Konwencji o prawach osób niepełnosprawnych.
Rzecznik Praw Obywatelskich jest zobowiązany przedstawić co roku Sejmowi i Senatowi informacje o swojej działalności oraz o stanie przestrzegania wolności i praw człowieka i obywatela w Polsce (art. 212 Konstytucji). Dostępny w formie druków: sejmowego i senackiego materiał (identyczny dla obu izb) jest podstawowym dokumentem zawierającym informacje o działalności RPO w danym roku kalendarzowym.

## Struktura organizacyjna Biura Rzecznika Praw Obywatelskich
Rzecznik nadaje, w drodze zarządzenia, statut, który określa zadania i organizację Biura. Od 2015 w skład Biura Rzecznika Praw Obywatelskich wchodzą następujące jednostki organizacyjne:
1. Zespół Prawa Konstytucyjnego, Międzynarodowego i Europejskiego
2. Zespół Prawa Karnego
3. Zespół Prawa Cywilnego
4. Zespół Prawa Administracyjnego i Gospodarczego
5. Zespół Prawa Pracy i Zabezpieczenia Społecznego
6. Zespół Wstępnej Oceny Wniosków
7. Zespół „Krajowy Mechanizm Prewencji”
8. Zespół do spraw Wykonywania Kar
9. Zespół do spraw Sygnalistów[43]
10. Zespół do spraw równego traktowania
11. Zespół Kontaktów z Mediami i Komunikacji Publicznej
12. Centrum Projektów Społecznych
13. Wydział ds. Żołnierzy i Funkcjonariuszy
14. Wydział ds. Współpracy Międzynarodowej
15. Biuro Pełnomocnika Terenowego we Wrocławiu
16. Biuro Pełnomocnika Terenowego w Gdańsku
17. Biuro Pełnomocnika Terenowego w Katowicach
18. Koordynatorzy.

### Pełnomocnicy terenowi
Rzecznik posiada pełnomocników terenowych, rozpatrujących sprawy z obszaru oddalonych od Warszawy województw.
- Pełnomocnik Terenowy w Gdańsku (dla województw: zachodniopomorskiego, pomorskiego, warmińsko-mazurskiego) – Krzysztof Szerkus
- Pełnomocnik Terenowy w Katowicach (dla województw: śląskiego, małopolskiego, świętokrzyskiego) – Aleksandra Wentkowska
- Pełnomocnik Terenowy we Wrocławiu (dla województw: dolnośląskiego, lubuskiego, opolskiego) – Katarzyna Sobańska-Laskowska[44].

Organem pomocniczym Pełnomocnika Terenowego jest podległy mu Zespół Terenowy.

## Nagroda Rzecznika Praw Obywatelskich im. Pawła Włodkowica

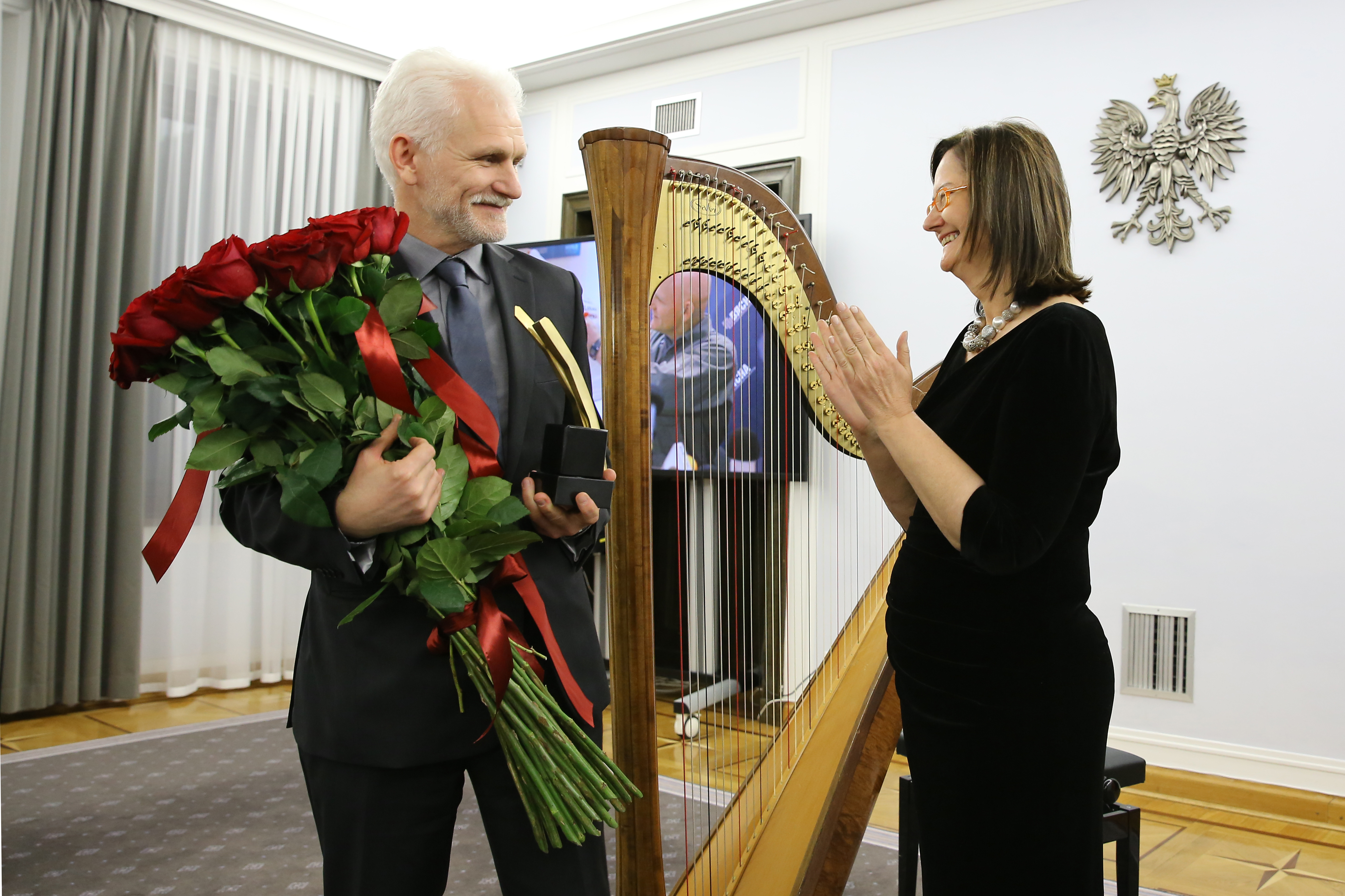
Irena Lipowicz wręczająca Aleksandrowi Bialackiemu Nagrodę Rzecznika Praw Obywatelskich im. Pawła Włodkowica (2014)

Rzecznik Praw Obywatelskich jako wyraz uznania dla występowania w obronie podstawowych wartości i prawd, nawet wbrew zdaniu i poglądom większości, przyznaje od 2006 doroczną honorową Nagrodę Rzecznika Praw Obywatelskich im. Pawła Włodkowica; nagroda przyznawana jest w międzynarodowym Dniu Praw Człowieka (10 grudnia).
Laureaci:
- 2006 – miesięcznik „Więź”
- 2007 – Tadeusz Isakowicz-Zaleski
- 2008 – Antonin Scalia
- 2009 – Anna Walentynowicz
- 2010 – Lidia Olejnik
- 2011 – Irena Dawid-Olczyk
- 2012 – Krystyna Mrugalska
- 2013 – Bartłomiej Skrzyński
- 2014 – Alaksandr Bialacki
- 2015 – Thomas Buergnthal
- 2016 – Wiktor Osiatyński
- 2017 – Adam Strzembosz
- 2018 – Małgorzata Chmielewska, Ewa Kulik-Bielińska, Katarzyna Przybysławska
- 2019 – Danuta Przywara
- 2020 – Michał Rogalski[46][47][48]
- 2021 – społeczność samorządowa Michałowa[49]
- 2022 - Maria i Wojciech Radwańscy oraz Mirosława i Zbigniew Warzecha[50]
- 2023 - Polskie Forum Osób z Niepełnosprawnościami[51]
- 2024 - Urszula Jaworska[52]

## Budżet, zatrudnienie i wynagrodzenia
Wydatki i dochody Rzecznika Praw Obywatelskich są realizowane w części 08 budżetu państwa.
W 2017 wydatki RPO wyniosły 37,07 mln zł, a dochody 0,05 mln zł. Przeciętne zatrudnienie w Biurze Rzecznika Praw Obywatelskich w przeliczeniu na pełne etaty wyniosło 289 osób, a średnie miesięczne wynagrodzenie brutto 7114 zł.
W ustawie budżetowej na 2018 wydatki Rzecznika Praw Obywatelskich zaplanowano w wysokości 39,43 mln zł, a dochody 0,05 mln zł.